# Hyppa ancocisconnensis
Hyppa ancocisconnensis là một loài bướm đêm trong họ Noctuidae.